# Gråbandad trägnagare
Gråbandad trägnagare (Anobium costatum) är en skalbaggsart som beskrevs av Aragona 1830. Gråbandad trägnagare ingår i släktet Anobium, och familjen trägnagare. Enligt den svenska rödlistan är arten nära hotad i Sverige. Arten förekommer i Götaland och Gotland. Artens livsmiljö är skogslandskap, jordbrukslandskap.